# César Pinares
César Ignacio Pinares Tamayo (Santiago, 23 de maio de 1991) é um futebolista chileno que atua como meia. Defende atualmente o clube Deportes Limache e a Seleção Chilena.

## Seleção Nacional
Estreou pela Seleção Chilena principal em 11 de janeiro de 2017 em partida contra a Croácia.

## Grêmio
César Pinares foi apresentado oficialmente pelo Grêmio no dia 20 de novembro de 2020, assinando contrato de duas temporadas, com a possibilidade de renovar seu vínculo por mais um ano dependendo do cumprimento de metas estabelecidas pelo clube.
O meia-atacante entrou em campo com a camisa tricolor pela primeira vez em 23 de novembro de 2020, em partida contra o Corinthians, válida pela 22ª rodada do Campeonato Brasileiro daquele ano. Começou o jogo no banco, entrando no começo do segundo tempo no lugar do jovem Darlan. Sua estreia como titular foi no dia 6 de dezembro de 2020, em partida contra o vasco, válida pela 24ª rodada do Campeonato Brasileiro do mesmo ano. Seu 1 Gol com a camisa tricolor foi na mesma partida contra o Vasco no dia 6 de dezembro de 2020. Sua estreia na Copa Libertadores como titular foi no dia 9 de dezembro de 2020, Contra o Santos pelas Quartas De Final do Torneio. Seu segundo gol com a camisa tricolor foi no dia 17 de Julho de 2021 contra o  Fluminense, valido pela 12ª rodada do Campeonato Brasileiro de 2021.

## Títulos
Universidad Católica
- Campeonato Chileno:  2019, 2020
- Supercopa de Chile: 2019

Deportes Iquique Copa Chile2013-14
Grêmio
- Campeonato Gaúcho: 2021